# Phaneroptera
Phaneroptera is een geslacht van rechtvleugeligen uit de familie sabelsprinkhanen (Tettigoniidae). De wetenschappelijke naam van dit geslacht is voor het eerst geldig gepubliceerd in 1831 door Serville.

## Soorten
Het geslacht Phaneroptera omvat de volgende soorten:
- Phaneroptera erdemi Koçak & Kemal, 2009
- Phaneroptera hackeri Harz, 1988
- Phaneroptera acaciae Chopard, 1954
- Phaneroptera adusta Haan, 1842
- Phaneroptera albida Walker, 1869
- Phaneroptera amplectens Sjöstedt, 1902
- Phaneroptera bivittata Bey-Bienko, 1954
- Phaneroptera brevicauda Liu, 2011
- Phaneroptera brevis Serville, 1838
- Phaneroptera celebica Haan, 1842
- Phaneroptera cleomis Ayal, Broza & Pener, 1974
- Phaneroptera cretacea Uvarov, 1930
- Phaneroptera curvata Willemse, 1942
- Phaneroptera darevskii Bey-Bienko, 1966
- Phaneroptera dentata Willemse, 1942
- Phaneroptera falcata Poda, 1761
- Phaneroptera fragilis Ragge, 1960
- Phaneroptera furcifera Stål, 1861
- Phaneroptera gracilis Burmeister, 1838
- Phaneroptera guineana Steinmann, 1966
- Phaneroptera hordeifolia Haan, 1842
- Phaneroptera jordanica Steinmann, 1966
- Phaneroptera longicauda Willemse, 1942
- Phaneroptera longispina Ragge, 1956
- Phaneroptera maculosa Ragge, 1956
- Phaneroptera magna Ragge, 1956
- Phaneroptera minima Brunner von Wattenwyl, 1878
- Phaneroptera myllocerca Ragge, 1956
- Phaneroptera nana Fieber, 1853
- Phaneroptera neglecta Karny, 1926
- Phaneroptera nigroantennata Brunner von Wattenwyl, 1878
- Phaneroptera nigropunctata Chopard, 1955
- Phaneroptera okinawensis Ichikawa, 2001
- Phaneroptera parva Ragge, 1956
- Phaneroptera phantasma Steinmann, 1966
- Phaneroptera rintjana Bey-Bienko, 1966
- Phaneroptera sparsa Stål, 1857
- Phaneroptera spinifera Willemse, 1953
- Phaneroptera trigonia Ragge, 1957